# Stilicho
Flavius Stilicho (příležitostně psáno také Stilico) (359 Konstantinopol – 22. srpen 408 Ravenna) byl vysoce postavený západořímský generál (magister militum) a patricius polobarbarského původu.

## Život

### Počátky kariéry
Stilicho se narodil na území dnešního Německa. Jeho otec byl náčelník Vandalů, který sloužil pod císařem Valentem jako velitel barbarských pomocných sborů, zatímco jeho matka byla Římanka. Navzdory otcovu původu se sám Stilicho zřejmě považoval za Římana, třebaže podobně jako většina Germánů preferoval křesťanství v jeho ariánské podobě na místo oficiální katolické víry. Podle spisovatele Claudiana, jenž však vůči Stilichonovi choval nezměrný obdiv, byl Stilicho vysoký, dobrého vzhledu, s předčasně zešedivělými vlasy a se silným charismatem.
Za Theodosia I., který v Konstantinopoli vládl východní polovině římské říše a který se stal posledním císařem, jenž kontroloval celou říši, vstoupil mladý Stilicho do armády, kde díky svým schopnostem rychle postupoval v hodnostech. V roce 384 ho Theodosius vybral jako vyslance na dvůr perského krále Šápúra III. k vyjednání o smlouvě týkající se rozdělení Arménie. Po úspěšném ukončení jednání s Peršany a po návratu do Konstantinopole byl Stilicho povýšen do hodnosti generála, přičemž mu byl svěřen úkol bránit říši před útoky Vizigótů, což činil dalších bezmála dvacet let. Císař brzy rozpoznal, že Stilicho by mohl být cenným spojencem a uzavřel s ním pokrevní svazek, když Stilichona oženil se svojí neteří Serenou, jíž adoptoval. Svatba se konala někdy v době Stilichonovy mise v Persii. Syn Stilichona a Sereny, jenž se narodil krátce poté, byl pojmenován Eucherius. Po zavraždění západního císaře Valentiniana II. v roce 392, pomohl Stilicho Theodosiovi shromáždit vojsko, které zvítězilo nad uzurpátory Eugeniem a Arbogastem v bitvě u řeky Frigidus v roce 394, jíž se rovněž zúčastnil. Jedním z jeho spolubojovníků během tohoto tažení byl vizigótský velitel Alarich I., kterému podléhali gótští foederati, účastnící se bitvy. Alarich se měl v době, kdy Stilicho velel západořímské armádě, stát jeho úhlavním nepřítelem. Stilicho sám se v bitvě velmi vyznamenal. Theodosius vyčerpaný tímto tažením v něm proto viděl muže hodného zajistit klidnou budoucnost říše a určil ho za poručníka svým synům krátce předtím, než v lednu roku 395 zemřel.

### Pánem Západu
Po Theodosiově smrti se jeho desetiletý syn Honorius stal císařem západní říše, zatímco Honoriův o osm let starší bratr Arcadius panoval na Východě. Ve skutečnosti však ani jeden z nich nevykonával vládu. Stilicho, jenž byl Theodosiem jmenován magistrem militum v Itálii, se tak stal de facto vládcem na západě říše na místo Honoria. V této funkci si počínal velmi energicky, ačkoli intriky různých jedinců jak na východním tak na západním dvoře jeho pozici komplikovaly. Mezi Západem a Východem vzniklo v této době napětí vyvolané sporem o Illyricum. Tato bohatá oblast, která byla významná především proto, že poskytovala římské armádě mnoho spolehlivých rekrutů, patřila původně k Západu, ovšem po bitvě u Adrianopole byla její správa svěřena Konstantinopoli. Stilicho chtěl patrně obsazením této prefektury pozvednout vojenskou sílu Západu.
Vizigóti, žijící poblíž Dunaje, byli vystaveni sílícímu tlaku ze strany Hunů a rovněž byli roztrpčení z těžkých ztrát, jež utrpěli v bitvě u Frigidu. V roce 395 si ustanovili za svého vůdce Alaricha, který zrušil dohody s Římany z roku 382 a společně se svými lidmi podnikl nájezd do Thrákie a dále do Řecka. Když povstalí Gótové začali ohrožovat samotnou Konstantinopol, byla situace natolik vážná, že císař Arcadius vyslal ke Stilichonovi do Milána naléhavé poselstvo, jímž ho žádal o urychlený návrat východního vojska, které se po bitvě u Frigidu zdržovalo na Západě. Stilicho se okamžitě vydal na Východ s vojskem posíleným o některé západní oddíly. Avšak na místo do Konstantinopole se vypravil na jih, do Thesálie, vstříc Alarichovi. Góty kryté palisádami se pokusil přimět k boji, nicméně v tomto okamžiku vydal Arcadius, na radu svého praefecta praetorio Rufina, starého Stilichonova nepřítele, nový rozkaz, jímž Stilichonovi nařizoval, aby východní vojáky neprodleně odeslal do hlavního města, přičemž se sám měl ihned vrátit na Západ. Toto nařízení bylo pro Stilichona zřejmě těžkým úderem, přesto učinil, co mu bylo přikázáno. Velení východní armádě svěřil Gainovi, Gótovi v římských službách. Rufinus se však ze svého vítězství nad Stilichonem dlouho neradoval, neboť byl Gainou zavražděn při návratu vojska do Konstantinopole. Moc na Východě poté přešla na císařského komořího a eunucha Eutropia. O dva roky (397) později se Stilicho znovu vydal na Východ proti Alarichovi, jehož obklíčil na Peloponésu. Třebaže mohl Alaricha bez potíží zlikvidovat, patrně mu dovolil uniknout do severního Řecka. Stilicho viděl v Alarichových Gótech potenciální spojence v budoucích akcích proti Východu a neměl proto v úmyslu je zničit. Eutropius ho však předešel a udělil Alarichovi titul velitele vojska v Illyricu (Alarich měl tak v podstatě chránit ty, jež doposud sužoval).

### Vpády barbarů
V témže roce Stilicho úspěšně zdolal nebezpečné povstání římského místodržitele v Africe, Gildona, rozdmýchané za pomoci Eutropia. V roce 401 byl vyslán do Raetie, kde vedl rozsáhlé tažení proti svým vandalským příbuzným a ostatním germánským nájezdníkům. V témže roce se ale Alarich přesunul s požehnáním východního dvora z Illyrica do Itálie. Kvůli tomuto akutnímu nebezpečí shromáždil Stilicho všechny dostupné germánské federáty z Raetie a rovněž stáhl posádky z Galie, čímž osudově oslabil rýnskou hranici. O Velikonocích roku 402 svedl s Alarichem nerozhodnou bitvu u Pollentie. Alarich se stáhl do Toskánska, načež ho Stilicho v následujícím roce porazil v bitvě u Verony a donutil tak gótského náčelníka k ústupu do Norica.
Stilicho se nyní mohl znovu pustit do plánování tažení na Východ. Někdy v letech 404 až 405 se za tímto účelem dohodl s Alarichem, jemuž přislíbil vysoké roční dávky 4000 liber zlata pro jeho Góty a také hodnost velitele vojska. Současně se však dali znovu do pohybu Hunové. V důsledku toho se na hranicích Západu objevily dvě obrovské skupiny kmenů. První, vedenou gótským náčelníkem Radagaisem, Stilicho rozdrtil v bitvě u Faesulae v severní Itálii v roce 406. Mnohem hrozivějšímu útoku Vandalů, Alanů a Svébů do Galie v zimě téhož roku však zabránit nedokázal. Ve zbylém vojsku na severu vypukla ihned poté vzpoura, v jejímž čele stál britský voják Konstantin III., který se prohlásil za císaře. Během dalších dvou let si tento Konstantin podrobil většinu Galie. Z chystané výpravy do Illyrica ve spojení s Alarichem tudíž sešlo.

### Stilichonův pád a jeho důsledky
I přes všechny dřívější Stilichonovy úspěchy poslední nezdary značně oslabily jeho pozici. Ke Stilichonově všeobecné neoblíbenosti přispěla i jeho zcela zjevná osobní ctižádostivost. Rovněž skutečnost, že nebyl Římanem, nýbrž Vandalem, společně s jeho ariánským vyznáním ho vážně diskreditovala v očích Římanů. Musel se také bránit celé řadě více či méně pravdivých obvinění, rozšiřovaných jeho protivníky, podle kterých měl prý naplánovat Rufinovo zavraždění, tajně se spolčit se svým starým nepřítelem Alarichem, usilovat o dosazení svého syna na císařský trůn a podnítit vpád barbarů do Galie (jediné, co lze s jistotou vyloučit). Silné rozhořčení vyvolávaly také enormní platby, jež požadoval pro Alaricha za jeho spojenectví. Kvůli svému lpění na tvrdé kázni a přísné disciplíně se netěšil zvláštní popularitě ani mezi vojáky. Ti se dokonce v roce 407 nejprve v Bologni a později v Ticinu vzbouřili. Za těchto okolností se jistému dvořanovi jménem Olympios podařilo Honoria lehce přesvědčit, že se ho jeho tchán pokouší zradit. Brzy poté následovala událost, jež disponovala všemi rysy promyšleného státního převratu, zorganizovaného Stilichonovými politickými oponenty a uskutečněného se souhlasem císaře. Stilicho se odebral do Ravenny, kde byl zatčen. Ačkoli měl dostatek příležitostí uprchnout, nijak jich nevyužil, buď proto, že byl přesvědčen o své nevině, anebo proto, že si byl vědom zoufalého vojenského postavení západní říše. Stilicho byl obžalován před soudem, shledán vinným a 22. srpna 408 popraven. Jeho syn Eucherius uprchl do Říma, čímž ale jen o několik měsíců oddálil vlastní smrt.
Stilichonovou popravou se uvolnila nahromaděná nenávist Římanů vůči všem barbarům. V celé říši se legionáři chopili zbraní s úmyslem pobít gótské, hunské a vandalské pomocné jednotky včetně jejich žen a dětí. O hrůznosti těchto masakrů dobře vypovídají události, které po nich nastaly. Přeživší barbarští vojáci, jejichž počet se odhaduje asi na 30 000 mužů, vystoupili proti Honoriovi a žádali Alaricha, aby se vrátil do Itálie, chránil je a pomstil smrt jejich příbuzných a velitele. Vizigótský náčelník ihned překročil Julské Alpy a zahájil tažení do srdce Itálie. V září 408 dorazili barbaři poprvé před hradby Říma. Západořímská říše postrádající schopného velitele v čele armády se ocitla v kritickém okamžiku svých dějin. Bez zdatného vojevůdce jakým byl Stilicho, který dokázal rázně velet římské armádě, byl Honorius takřka bezmocný. Římané upadli do naprosté letargie. Když Alarich o dva roky později Řím dobyl, nebyla západořímská vláda schopna mu v tom jakkoli bránit. Cizí nájezdníci tak poprvé po osmi staletích vstoupili do Říma a vyplenili ho.

## Hodnocení a kontroverze
Stilicho představuje velice rozporuplnou postavu pozdních římských dějin. Mnohá závažná obvinění, jež mu byla předhazována, měla reálný základ. Arcadiův prefekt praetorio Rufinus byl pravděpodobně zavražděn na Stilichonův příkaz. Mnoho historiků také tvrdí, že hlavním motivem veškerého Stilichonova jednání byla snaha dosadit vlastního syna za císaře celé římské říše. Rovněž je pravda, že se mu naskytly nejméně dvě příležitosti ke zničení Alaricha, ale v obou případech ho nechal proklouznout. Třebaže dříve byl proto hodnocen spíše negativně, dnes mezi historiky převažuje vůči Stilichonovi příznivější mínění. I přes své nepřátelské postoje vůči Východu totiž vždy zachovával věrnost západnímu císaři, ostatně slabého Honoria mohl kdykoli bez nejmenších problémů odstranit. Jeho úzké vazby na císařskou rodinu měly, jak se nakonec ukázalo, menší váhu, než jeho neřímský původ, který mu znemožnil stát se císařem nebo alespoň zajistit schopného a důvěryhodného nástupce. Stilicho byl poloviční barbar, který pevně věřil v budoucnost říše a i přes svoji přísnost a občasnou neupřímnost byl výborným velitelem, jehož smrt byla pro Řím trpkou ztrátou.